# Banks (Alabama)
Banks és una població dels Estats Units a l'estat d'Alabama. Segons el cens del 2007 tenia 223 habitants.

## Demografia
Segons el cens del 2000, Banks tenia 224 habitants, 92 habitatges, i 62 famílies. La densitat de població era de 43 habitants/km².
Dels 92 habitatges en un 29,3% hi vivien nens de menys de 18 anys, en un 53,3% hi vivien parelles casades, en un 12% dones solteres, i en un 32,6% no eren unitats familiars. En el 29,3% dels habitatges hi vivien persones soles el 15,2% de les quals corresponia a persones de 65 anys o més que vivien soles. El nombre mitjà de persones vivint en cada habitatge era de 2,43 i el nombre mitjà de persones que vivien en cada família era de 3,02.
Per edats la població es repartia de la següent manera: un 25,4% tenia menys de 18 anys, un 9,4% entre 18 i 24, un 28,6% entre 25 i 44, un 20,1% de 45 a 60 i un 16,5% 65 anys o més.
L'edat mediana era de 38 anys. Per cada 100 dones hi havia 94,8 homes. Per cada 100 dones de 18 o més anys hi havia 92 homes.
La renda mediana per habitatge era de 21.719 $ i la renda mediana per família de 32.500 $. Els homes tenien una renda mediana de 25.417 $ mentre que les dones 26.500 $. La renda per capita de la població era de 15.601 $. Aproximadament el 4,8% de les famílies i el 10% de la població estaven per davall del llindar de pobresa.

## Poblacions més properes
El següent diagrama mostra les poblacions més properes.